# William Tredway
William Marshall Tredway (* 24. August 1807 bei Farmville, Prince Edward County, Virginia; † 1. Mai 1891 in Chatham, Virginia) war ein US-amerikanischer Politiker. Zwischen 1845 und 1847 vertrat er den Bundesstaat Virginia im US-Repräsentantenhaus.

## Werdegang
William Tredway besuchte die öffentlichen Schulen seiner Heimat sowie das Hampden-Sydney College. Nach einem anschließenden Jurastudium und seiner 1830 erfolgten Zulassung als Rechtsanwalt begann er in Danville in diesem Beruf zu arbeiten. Gleichzeitig schlug er als Mitglied der Demokratischen Partei eine politische Laufbahn ein. Bei den Kongresswahlen des Jahres 1844 wurde Tredway im dritten Wahlbezirk von Virginia in das US-Repräsentantenhaus in Washington, D.C. gewählt, wo er am 4. März 1845 die Nachfolge von Walter Coles antrat. Da er im Jahr 1846 nicht bestätigt wurde, konnte er bis zum 3. März 1847 nur eine Legislaturperiode im Kongress absolvieren. Diese war von den Ereignissen des Mexikanisch-Amerikanischen Krieges geprägt.
Im Jahr 1850 war Tredway Delegierter auf dem regionalen Parteitag der Demokraten in Virginia; 1861 nahm er als Delegierter an der Versammlung teil, auf der der Staat Virginia seinen Austritt aus der Union beschloss. Zwischen 1870 und 1879 war er als Bezirksrichter tätig. Ansonsten praktizierte er als Anwalt. William Tredway starb am 1. Mai 1891 in Chatham, wo er auch beigesetzt wurde.